# James J. Murakami
James J. Murakami (* 4. Juni 1931 in Sacramento; † 15. Dezember 2022 in Los Angeles) war ein US-amerikanischer Szenenbildner, Requisiteur und Artdirector.

## Leben
Murakami begann seine Karriere im Filmstab als Assistent in der Außenrequisite ohne Namensnennung im Abspann bei der Literaturverfilmung Tom Sawyers Abenteuer. Im Laufe der Zeit arbeitete er sich zum Artdirector hoch, wo er an großen Hollywoodproduktionen wie WarGames – Kriegsspiele, Beverly Hills Cop – Ich lös’ den Fall auf jeden Fall und Crimson Tide – In tiefster Gefahr mitwirkte. 1992 erfolgte seine erste Zusammenarbeit mit Clint Eastwood an Erbarmungslos, bis 2016 betreute Murakami das Szenenbild von insgesamt elf Regiearbeiten Eastwoods, darunter Letters from Iwo Jima, Gran Torino und Sully. Neben seiner Tätigkeit beim Film war Murakami gelegentlich auch für das Fernsehen tätig, zum Beispiel bei den Fernsehserien Kampfstern Galactica und Deadwood. Für letztere Serie war er 2004 und 2005 für den Primetime Emmy nominiert, den er 2005 gewinnen konnte.
Für Clint Eastwoods Thriller Der fremde Sohn war er gemeinsam mit Gary Fettis 2009 für den Oscar in der Kategorie Bestes Szenenbild sowie den BAFTA Film Award in der Kategorie Bestes Szenenbild nominiert, beide Auszeichnungen gingen in diesem Jahr jedoch an Der seltsame Fall des Benjamin Button.
2016 ging Murakami in den Ruhestand.

## Filmografie (Auswahl)
- 1979: Apocalypse Now
- 1983: WarGames – Kriegsspiele (WarGames)
- 1984: Beverly Hills Cop – Ich lös’ den Fall auf jeden Fall (Beverly Hills Cop)
- 1986: Peggy Sue hat geheiratet (Peggy Sue Got Married)
- 1987: Beverly Hills Cop II
- 1987: Das Wunder in der 8. Straße (*batteries not included)
- 1992: Erbarmungslos (Unforgiven)
- 1993: Die Wiege der Sonne (Rising Sun)
- 1993: Mrs. Doubtfire – Das stachelige Kindermädchen (Mrs. Doubtfire)
- 1993: True Romance
- 1995: Crimson Tide – In tiefster Gefahr (Crimson Tide)
- 1997: Nix zu verlieren (Nothing to Lose)
- 1997: Postman (The Postman)
- 1998: Der Staatsfeind Nr. 1 (Enemy of the State)
- 2002: The Scorpion King
- 2006: Letters from Iwo Jima
- 2007: Aufbruch in ein neues Leben (Rails & Ties)
- 2008: Der fremde Sohn (Changeling)
- 2008: Gran Torino
- 2009: Invictus – Unbezwungen (Invictus)
- 2010: Hereafter – Das Leben danach (Hereafter)
- 2011: J. Edgar
- 2012: Back in the Game (Trouble with the Curve)
- 2014: Jersey Boys
- 2014: American Sniper
- 2016: Sully

## Auszeichnungen (Auswahl)
- 2009: Oscar-Nominierung in der Kategorie bestes Szenenbild für Der fremde Sohn
- 2009: BAFTA-Film-Award-Nominierung in der Kategorie bestes Szenenbild für Der fremde Sohn